# Johanna Gastdorf

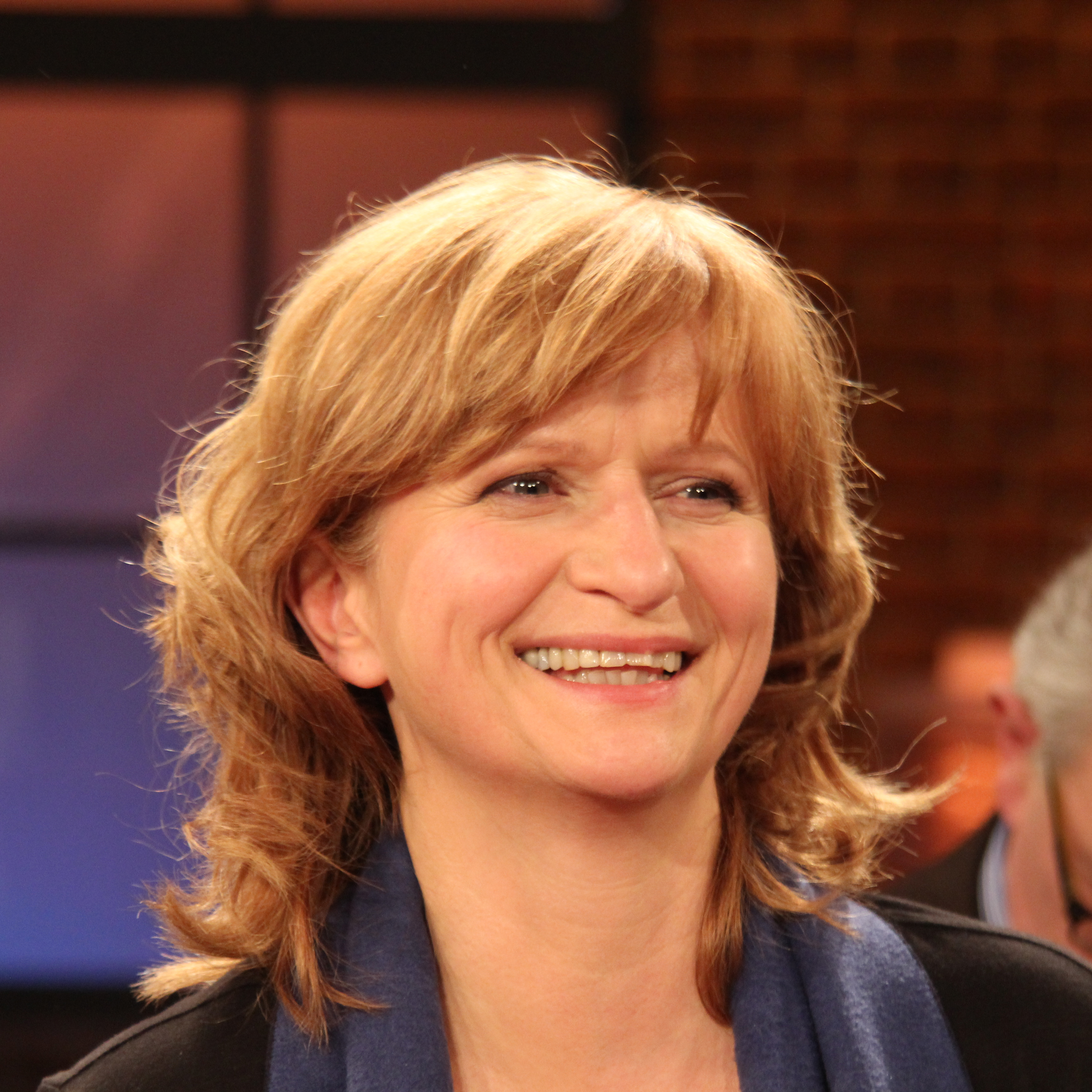
Johanna Gastdorf (2012)

Johanna Gastdorf (* 17. März 1959 in Hamburg) ist eine deutsche Schauspielerin. Ihren Durchbruch hatte sie 2003 in Sönke Wortmanns Das Wunder von Bern. Seitdem spielte sie in über 160 Film- und Fernsehproduktionen.

## Leben

### Ausbildung und Theater
Johanna Gastdorf, die ursprünglich Ballett-Tänzerin werden wollte, wuchs in Hamburg-Tonndorf auf und wirkte ab ihrem 9. Lebensjahr bei Ballettaufführungen mit. Später spielte sie auch in der schuleigenen Theater-AG mit. Gastdorf studierte ab 1978 Schauspiel an der Hochschule für Musik und Theater Hannover. Gleich nach ihrem Abschluss wurde sie 1982 an das Staatstheater Hannover engagiert, wo sie unter anderem die Eve Rull in Kleists Der zerbrochne Krug, die Helena in der Shakespeare-Komödie Ein Sommernachtstraum und die Titelrolle in Lessings Minna von Barnhelm spielte. Ihr Theaterdebüt gab sie mit der Rolle der Selma Knobbe in Die Ratten. 1993 ging sie ans Bayerische Staatsschauspiel in München, wo sie unter anderem die Hauptrollen der Katharina in Der Widerspenstigen Zähmung und der Prinzessin Eboli in Schillers Don Carlos übernahm. Von 2000 bis 2005 hatte sie ein Engagement am Schauspielhaus Bochum. Dort trat sie unter anderem als Portia in Der Kaufmann von Venedig auf. Bis 2003 war Gastdorf vorrangig am Theater tätig.

### Film und Fernsehen

#### Anfangsjahre
Erste Film- und Fernsehrollen übernahm Gastdorf bereits in den 1990er Jahren, als sie noch hauptsächlich am Theater arbeitete. August/September 1994 folgte ihr Leinwanddebüt mit der Rolle einer Regisseurin in Maris Pfeiffers Komödie Küß mich! (Kinostart: Juli 1995). Weitere Film- und Fernsehaufgaben folgten wie Lars Beckers Bunte Hunde (1995; als Staatsanwältin) und Ulrich Starks Diamanten küßt man nicht (TV; 1997). Sie arbeitete in der Zeit danach mit renommierten Regisseuren wie Matthias Hartmann, Leander Haußmann, Dieter Giesing und Sönke Wortmann zusammen. Mittlerweile stand Gastdorf in über 160 Film- und Fernsehrollen vor der Kamera.

#### Kino
Ab der Jahrtausendwende war Gastdorf immer wieder in größeren und kleineren Kinorollen zu sehen. Häufig wurde sie dabei in Mütterrollen besetzt. In Sönke Wortmanns Kinoerfolg Das Wunder von Bern (2003), mit der ihr der Durchbruch als Kinoschauspielerin gelang, spielte sie die Mutterrolle der Christa Lubanski, einer klassischen „Trümmerfrau“, die sich mit ihrer kleinen Kneipe nach dem Zweiten Weltkrieg mühsam eine neue Existenz aufgebaut hat. In Sophie Scholl – Die letzten Tage (2005) verkörperte Gastdorf die Widerstandskämpferin Else Gebel, die während der Zeit der gemeinsamen Inhaftierung mit Sophie Scholl in der Gestapo-Leitstelle im Wittelsbacher Palais mit ihr Freundschaft schließt. In Neandertal (2006) spielte Gastdorf eine Mutter, deren Sohn an Neurodermitis leidet. In Die Welle (2008) war sie die Mutter des Schülers Tim Stoltefuss (Frederick Lau). In Hilde (2009) stellte sie Frieda Knef, die Mutter der von Heike Makatsch gespielten Schauspielerin und Sängerin Hildegard Knef dar. In der Filmkomödie Eine Insel namens Udo (2011) spielte sie an der Seite ihres Ehemanns Jan-Gregor Kremp den weiblichen Part eines Ehepaars. In dem Episodenfilm Ruhm (2012) war sie die Frau des Elektroingenieurs Joachim Ebling (Justus von Dohnányi). In dem Kinofilm Fritz Lang – Der andere in uns (2016) spielte sie die Schauspielerin, Schriftstellerin und Drehbuchautorin Thea von Harbou, die Ehefrau des Regisseurs Fritz Lang. In dem Kinofilm 24 Wochen, der im Februar 2016 im Rahmen der 66. Internationalen Filmfestspiele Berlin (Berlinale) als einziger deutscher Beitrag uraufgeführt wurde und im September 2016 in den deutschen Kinos anlief, spielte Gastdorf die Großmutter in der Familie.

#### Tatort-Auftritte
Gastdorf wirkte bisher (Stand: 2016) in Haupt- und Nebenrollen in insgesamt elf Fernsehfilmen der Krimireihe Tatort mit. Ihr Tatort-Debüt hatte sie 1996 im Tatort: Perfect Mind – Im Labyrinth (1996) in einer kleineren ungenannten Rolle. Im Tatort: Sonne und Sturm (2003) war sie Sonja Praetorius, die Frau des Heilpraktikers Praetorius (Harald Schrott), die die Scheidung von ihrem Mann will. Im Tatort: Tempelräuber (2009) spielte sie Karin Ellinghaus, die Mutter eines musikalisch begabten Jungen, die eine Stelle als Haushälterin sucht, vorübergehend bei Professor Boerne (Jan Josef Liefers) angestellt ist, und seit vielen Jahren ein heimliches Verhältnis mit einem katholischen Priester (Ulrich Noethen) hat. Im Tatort: Heimwärts (2010) war sie, an der Seite von Karl Kranzkowski, als Marie Holst zu sehen, die versucht, gemeinsam mit ihrem Mann, den seit vielen Generationen im Familienbesitz befindlichen, überschuldeten Hof zu retten, und die, von der Pflege ihres demenzkranken Schwiegervaters und der familiären Situation überfordert, zur Täterin wird. Motivisch ähnlich gelagert war auch ihre Rolle als psychisch und physisch schwer angeschlagene Karin Lasinger im Tatort: Gestern war kein Tag (2011), wo sie die von ihrem Ehemann getrennt lebende, mit der Pflege überforderte, Schwiegertochter des an Demenz erkrankten Glasermeisters Max Lasinger (Günther Maria Halmer) spielte.
In Nebenrollen war sie im Tatort: Pauline (2006) als Dorfpolizistin Katharina Lichtblau, im Tatort: Der frühe Abschied (2008) als Filmmutter der weiblichen Hauptfigur Tamara und im Tatort: Schweinegeld (2009) als Sekretärin des Münchner „Schnitzelkönigs“ Merklinger zu sehen.
Ihren bisher letzten Auftritt in der Tatort-Krimireihe hatte sie im Tatort: Borowski und der brennende Mann (2013) als ohne festen Wohnsitz lebende Anja Jürgensen, eine Jugendfreundin von Borowskis Vorgesetzten Kriminalrat Schladitz, die als Kind mitansehen musste, wie ein Haus pommerscher Flüchtlinge in Brand gesteckt wurde, und die, seitdem an einem Trauma leidend, von Alpträumen und psychologischen Problemen geplagt wird.

#### Mitwirkung in Krimireihen
Gastdorf wirkte in Haupt- und Nebenrollen in zahlreichen Krimiserien und Krimireihen mit. Durchgehende Serienrollen hatte sie als Wichtrud Schaller, die Sekretärin der Mordkommission Eins in der satirischen Krimiserie Adelheid und ihre Mörder (2005–2007) und in der ZDF-Serie KDD – Kriminaldauerdienst (2007–2010) als Ehefrau Sabine des von dem Schauspieler Götz Schubert dargestellten Kriminalhauptkommissars Helmut Enders.
Im Polizeiruf 110: Kleine Frau (2006) spielte sie Lisa Schneider, eine Schulfreundin von Kriminalhauptkommissarin Herz (Imogen Kogge), eine unscheinbare Frau, die völlig verstört und blutüberströmt gesteht, ihren Söhn getötet zu haben, und schließlich Selbstmord begeht. Für diese Rolle erhielt Gastdorf 2006 den Adolf-Grimme-Preis. In der ZDF-Krimireihe Kommissarin Lucas war sie in dem Film Vergessen und Vergeben (2009) die Ärztin Ursel Feyninger, die als Opfer einer Geiselnahme gezwungen wird, dem Kidnapper, der bereits für den Tod ihres Sohnes verantwortlich ist, in ihrem Haus ärztliche Hilfe zuteilwerden zu lassen und ihm eine Kugel herauszuoperieren.
Im Wilsberg-Krimi Halbstark (2012) war sie die Deutschlehrerin Frau Brügge, die, von ihren Schülern belästigt, erniedrigt und sexuell gedemütigt, zum Gewaltopfer wird. In der ZDF-Krimireihe Marie Brand war sie in Marie Brand und das Lied von Tod und Liebe (2012) als Belinda Zeiss zu sehen. Sie spielte die Ehefrau eines evangelischen Pfarrers, die als Mitglied eines „Clubs der betrogenen Ehefrauen“ (mit Katja Flint und Laura Tonke als weiteren Komplizinnen) ihrem Ehemann Björn einen Denkzettel verpassen will und dabei fast zur Mörderin wird. In der ZDF-Krimireihe Unter anderen Umständen war sie in dem Krimi Der Mörder unter uns (2013) die Ehefrau und überforderte Mutter Helene Seidel, deren tatverdächtiger Sohn am Asperger-Syndrom leidet und sich in psychiatrischer Behandlung befindet. In dem Fernsehfilm Kommissarin Heller: Tod am Weiher (2014), der ersten Folge der ZDF-Krimireihe Kommissarin Heller, wirkte Gastdorf in einer Nebenrolle als Hannah Bender mit; sie war die Mutter eines vor vielen Jahren verschwundenen Mädchens, die immer noch an die Rückkehr ihrer Tochter glaubt.
In der ZDF-Krimireihe Ein starkes Team spielte Gastdorf in dem Krimi Geplatzte Träume (2016), dem letzten Film mit Maja Maranow als Kommissarin Verena Berthold, die Rolle der an Krebs erkrankten Johanna Harbach, die gemeinsam mit ihrer Tochter (Isabell Gerschke), einer Schulfreundin der Kommissarin, und ihrem Schwiegersohn (Matthias Koeberlin) in einem Rohbau am Stadtrand Berlins „haust“ und versucht, das Haus in Eigenregie fertigzustellen und schließlich Rache an dem bankrotten Bauunternehmer nimmt, der ihre Familie in den finanziellen Ruin getrieben hat. Die Frankfurter Neue Presse bezeichnete Gastdorfs Darstellung in einer TV-Kritik als aus dem Schauspielerensemble „herausragend“.
In der ZDF-Krimireihe Taunuskrimi war sie in dem zweiteiligen Film Die Lebenden und die Toten (2017) in einer Nebenrolle als Inhaberin eines örtlichen Blumenladens, deren Mutter auf mysteriöse Weise im Wald erschossen wird, zu sehen. In der ZDF-Krimireihe Neben der Spur war sie in dem Film Dein Wille geschehe (2017) in einer Nebenrolle als Ehefrau und Mutter zu sehen.
In der ZDF-Krimireihe Friesland übernahm Gastdorf im Fernsehfilm Schmutzige Deals (2018) eine Nebenrolle als ehemalige Mitinhaberin eines landwirtschaftlichen Großbetriebs und Mutter des in Gülle ertränkten Mordopfers.
Im 4. Film der ARD-Fernsehreihe Wolfsland (2018) spielte sie die Köchin Gesine Schwenk, die Schwägerin des Mordopfers und „gute Seele“ einer schlecht gehenden Gastwirtschaft, die am Ende als Doppelmörderin überführt wird.
Im 79. Film der Fernsehreihe Ein starkes Team: Tödliche Seilschaften (2019) verkörperte Gastdorf die Frau des Berliner Bausenators, die belastendes Material gesammelt hat und den Mord an ihrem Sohn rächen will. Im vierten Film der ZDF-Fernsehreihe Solo für Weiss, Für immer Schweigen (2019), verkörperte Gastdorf die Witwe Karin Brendner, die einem kürzlich ermordeten Arzt die Schuld am Tod ihres Sohnes gibt. Im zweiten Film der ZDF-Krimireihe Das Quartett mit dem Titel Das Mörderhaus, der im Dezember 2020 erstausgestrahlt wurde, verkörperte Gastdorf die homosexuelle Lehrerin Heidi Drechsler.
Seit Oktober 2021 ist sie neben Katharina Nesytowa und Joscha Kiefer in der Hauptrolle der Revierleiterin Dorothea Danzeisen im ZDF-Krimiformat Breisgau zu sehen.

#### Weitere Fernsehauftritte
In dem Fernseh-Zweiteiler Im Schatten der Macht (2003) verkörperte Gastdorf die DDR-Agentin Christel Guillaume. Sie hatte auch Rollen in den Fernsehfilmen Der Vater meiner Schwester (2005, als Mutter des von Ludwig Blochberger gespielten 19-jährigen Kochs Paul), in dem Märchenfilm Frau Holle (2008, als Witwe und Mutter der beiden Mädchen Marie und Luise) und in Die Wölfe (2009; als überzeugte Kommunistin, die für das Fernsehen der DDR arbeitet und sich auf ihre Gesangskarriere vorbereitet).
In dem Psychodrama Es war einer von uns, das im Oktober 2010 beim Filmfest Hamburg uraufgeführt wurde, verkörperte Gastdorf, als Mitglied eines „auch in den (tragenden) Nebenrollen großartig besetzt[en]“ Films, die anfangs skeptische, aber äußerst solide ermittelnde Kriminalkommissarin Ute Burkhart. In der Fernseh-Tragikomödie Halbe Hundert (2012) spielte Gastdorf an der Seite von Martina Gedeck und Leslie Malton die Hausfrau Charlotte Merian, eine von drei besten Freundinnen, die bei einer geplanten Schönheitsoperation erfährt, dass sie an Brustkrebs erkrankt ist, sich aber nicht aufgibt, sondern vielmehr den Mut findet, aus ihrem bisherigen Leben auszubrechen. In der teilweise umstrittenen, mehrteiligen Fernsehserie Unsere Mütter, unsere Väter (2013), spielte sie die Mutter der beiden Berliner Wehrmachtssoldaten Wilhelm und Friedhelm Winter (Volker Bruch und Tom Schilling).
In der ZDF-Komödie Zwei mitten im Leben (2014) verkörperte Gastdorf, an der Seite von Mariele Millowitsch (als Umweltaktivistin Anna Wagner), die Rolle der Bürgermeisterin Bea Westkamp, die sich nach dem Tod von Wagners Vater dessen Haus und Grundstück für die Gemeinde im Bergischen Land sichern will. Gastdorf und Millowitsch waren in den Hauptrollen als ehemals beste, nun verfeindete Freundinnen zu sehen.
In der Tragikomödie Die Zeit mit Euch (2014) spielte sie, als Teil eines Ensembles bekannter Film-Fernsehstars (u. a. Ulrike Kriener, Henry Hübchen, Herbert Knaup, Leslie Malton) die Rolle der Personalchefin Marlene Lichtenhagen, die von ihrem Mann (Ernst Stötzner), dessen Geliebte ein Kind von ihm erwartet, seit Jahren betrogen und schließlich verlassen wird.
In dem ZDF-Fernsehfilm Das Zeugenhaus (2014) hatte sie, an der Seite von Iris Berben, eine kleinere Rolle als Elise Krollmann, die eigentliche Hauseigentümerin der als Zeugenhaus requirierten Nürnberger Villa.
In der weihnachtlichen Tragikomödie Alle unter eine Tanne (2014) war Gastdorf in der komödiantischen Rolle der leicht überdrehten Sprechstundenhilfe Chrissi zu sehen. Sie verkörperte die neue Freundin des längst von seiner Ehefrau, der Paartherapeutin Elli Berger-Voigt (Gaby Dohm), geschiedenen Arztes Dr. Robert Berger (Michael Gwisdek), die sich, unerwünscht, an Weihnachten mit einquartiert, um dem familiären Versteckspiel ein Ende zu setzen.
In dem Fernsehfilm Chaos-Queens: Die Braut sagt leider nein, der im April 2017 im Rahmen der ZDF-„Herzkino“-Reihe erstausgestrahlt wurde, spielte sie die Mutter der weiblichen Hauptfigur. In dem Fernsehfilm Toter Winkel (2017) war sie, an der Seite von Herbert Knaup, die Ehefrau des im Mittelpunkt der Handlung stehenden Friseurmeisters Karl Holzer, der herausfindet, dass der gemeinsame Sohn offenbar unbemerkt zum rechten Terroristen geworden ist. In der ARD-Komödie Willkommen bei den Honeckers (2017), einer Geschichte über einen jungen Mann, der von einer großen Karriere als Boulevardjournalist träumt und das letzte Interview mit Erich Honecker führen will, spielte sie, an der Seite von Martin Brambach und Maximilian Meyer-Bretschneider, Honeckers Ehefrau Margot. In dem historischen Fernsehfilm Zwischen Himmel und Hölle (2017) über den Beginn der Reformation in Wittenberg war sie die Äbtissin Margarethe. In dem Fernsehfilm Meine fremde Freundin (2017) stellte sie die „kompetente“ Abteilungsleiterin des Gesundheitsamts und Vorgesetzte der weiblichen Hauptfigur (Ursula Strauss) dar.
In der arte-Fernsehdokumentation Die Hälfte der Welt gehört uns – Als Frauen das Wahlrecht erkämpften (2018) spielte sie als Juristin Anita Augspurg eine der weiblichen Hauptrollen. In dem Fernsehfilm Meine Nachbarn mit dem dicken Hund, der im Juli 2019 beim Filmfest München seine Premiere hatte, verkörperte Gastdorf die beste Freundin der weiblichen Hauptfigur Susanne (Steffi Kühnert). Im ARD-Weihnachtsfilm Stenzels Bescherung (2019) spielte sie, an der Seite von Herbert Knaup, die Ehefrau eines kleinen Bankfilialleiters, der die Konten Verstorbener verwaltet, und der das auf den „ruhenden Konten“ liegende Geld kurzerhand und unerlaubt in Nachbarschafts- und Kleinkredite umwandelt.
Im Historienfilm Louis van Beethoven (2020) war sie als Therese von Beethoven, die Schwägerin Beethovens und Ehefrau seines jüngeren Bruders Johann, zu sehen.
Im Filmdrama Eher fliegen hier UFOs (2023) war Gastdorf in der Hauptrolle der Bäckereiverkäuferin Marita Baumanns, für die sie mit Deutschen Schauspielpreis 2024 ausgezeichnet wurde, zu sehen. In dem Gerichtsdrama Sie sagt. Er sagt. (2024) nach Ferdinand von Schirach war sie die Vorsitzende Richterin, die den Prozess um eine mutmaßliche Vergewaltigung führt. In der rbb-Verfilmung Das Märchen von der silbernen Brücke (2024) spielte sie die zauberhafte Liebegüte.

### Privates
Gastdorf ist die Tochter eines Juristen, der starb, als sie vier Jahre war. Sie wuchs als Jüngstes Kind mit zwei Schwestern auf, wovon eine als Gerichtspräsidentin am Hamburger Sozialgericht tätig ist und einem Bruder, der wie ihr Vater Jura studierte und mit dem früheren Bundeskanzler Olaf Scholz in Hamburg eine Kanzlei betrieb.
Gastdorf ist seit 1997 mit dem Schauspieler Jan-Gregor Kremp, den sie am Theater in Hannover kennenlernte, verheiratet und hat mit ihm einen Sohn. Gemeinsam mit ihrem Mann hält sie regelmäßig Lesungen in Hospizen.
Gastdorf lebt in Leverkusen-Schlebusch. Zu ihren Hobbys und Interessen gehören Gartenarbeit und Fußball. Sie ist zusammen mit ihrem Ehemann Fan des Fußballclubs Bayer 04 Leverkusen und Ehrenmitglied im Verein.

## Filmografie

### Kino
- 1995: Küss mich
- 1996: Inzest – Ein Fall für Sina Teufel
- 2001: Herz
- 2003: Das Wunder von Bern
- 2004: Kammerflimmern
- 2005: Sophie Scholl – Die letzten Tage
- 2007: Ab morgen glücklich (Kurzfilm)
- 2008: Die Welle
- 2009: Hilde
- 2011: Eine Insel namens Udo
- 2012: Ruhm
- 2016: 24 Wochen
- 2016: Fritz Lang – Der andere in uns
- 2018: Werk ohne Autor
- 2019: Die Goldfische
- 2020: Die Hochzeit
- 2023: Sophia, der Tod und ich

### Fernsehen

#### Fernsehfilme und -mehrteiler
- 1997: Diamanten küßt man nicht
- 1998: Auch Männer brauchen Liebe
- 2000: Halt mich fest!
- 2003: Königskinder
- 2003: Im Schatten der Macht
- 2004: Kalter Frühling
- 2004: Drechslers zweite Chance
- 2005: Der Vater meiner Schwester
- 2006: Die Mauer – Berlin ’61
- 2006: Der Untergang der Pamir
- 2007: Vertraute Angst
- 2008: Familie ist was Wunderbares
- 2008: Ihr könnt euch niemals sicher sein
- 2008: Stille Post
- 2008: Frau Holle
- 2009: Ein Mann, ein Fjord!
- 2009: Der Tiger oder Was Frauen lieben!
- 2009: Durch diese Nacht
- 2009: Frau Böhm sagt Nein
- 2009: Die Wölfe (Fernsehdreiteiler)
- 2010: London, Liebe, Taubenschlag (Fernsehzweiteiler)
- 2010: Es war einer von uns
- 2010: Racheengel – Ein eiskalter Plan
- 2011: Klarer Fall für Bär
- 2011: Holger sacht nix
- 2011: Männer ticken, Frauen anders
- 2012: Halbe Hundert
- 2012: Mittlere Reife
- 2012: Schlaflos in Schwabing
- 2013: Unsere Mütter, unsere Väter (Fernsehdreiteiler)
- 2013: Alles für meine Tochter
- 2014: Die Auserwählten
- 2014: Zwei mitten im Leben
- 2014: Das Zeugenhaus
- 2014: Alle unter eine Tanne
- 2014: Die Zeit mit Euch
- 2014: Sein gutes Recht
- 2015: Der verlorene Bruder
- 2015: Sturköpfe
- 2016: Die Dasslers – Pioniere, Brüder und Rivalen (Fernsehzweiteiler, Teil 1)
- 2017: Chaos-Queens: Die Braut sagt leider nein
- 2017: Im Tunnel
- 2017: Toter Winkel
- 2017: Willkommen bei den Honeckers
- 2017: Zwischen Himmel und Hölle
- 2017: Meine fremde Freundin
- 2018: Nichts zu verlieren
- 2018: Rufmord
- 2018: Aufbruch in die Freiheit
- 2018: Die Hälfte der Welt gehört uns – Als Frauen das Wahlrecht erkämpften
- 2018: Keiner schiebt uns weg
- 2019: Flucht durchs Höllental
- 2019: Meine Nachbarn mit dem dicken Hund
- 2019: Alte Bande
- 2019: Eine Klasse für sich
- 2019: Stenzels Bescherung
- 2020: Louis van Beethoven
- 2021: Sugarlove
- 2022: Horst Lichter – Keine Zeit für Arschlöcher
- 2022: Schule am Meer – Frischer Wind
- 2023: Eher fliegen hier UFOs
- 2024: Sie sagt. Er sagt.

#### Fernsehreihen und -serien

##### Tatort
- 1996: Tatort: Perfect Mind – Im Labyrinth
- 2005: Tatort: Schürfwunden
- 2005: Tatort: Letzte Zweifel
- 2003: Tatort: Sonne und Sturm
- 2006: Tatort: Pauline
- 2008: Tatort: Der frühe Abschied
- 2009: Tatort: Tempelräuber
- 2009: Tatort: Schweinegeld
- 2010: Tatort: Heimwärts
- 2011: Tatort: Gestern war kein Tag
- 2013: Tatort: Borowski und der brennende Mann

##### Fernsehreihen
- 2006: Bloch: Die Wut
- 2006: Polizeiruf 110: Kleine Frau
- 2008: Unter Verdacht: Die falsche Frau
- 2009: Kommissarin Lucas – Vergessen und Vergeben
- 2010: Donna Leon – Lasset die Kinder zu mir kommen
- 2012: Wilsberg: Halbstark
- 2012: Eine Frau verschwindet – Van Leeuwens erster Fall
- 2012: Marie Brand und das Lied von Tod und Liebe
- 2013: Unter anderen Umständen: Der Mörder unter uns
- 2014: Kommissarin Heller: Tod am Weiher
- 2015: Nord bei Nordwest – Der wilde Sven
- 2016: Ein starkes Team: Geplatzte Träume
- 2017: Die Lebenden und die Toten – Ein Taunuskrimi
- 2017: Neben der Spur – Dein Wille geschehe
- 2018: Friesland: Schmutzige Deals
- 2018: Wolfsland: Irrlichter
- 2018: Solo für Weiss – Für immer Schweigen
- seit 2019: Andere Eltern
- 2019: Ein starkes Team: Tödliche Seilschaften
- 2020: ÜberWeihnachten
- 2020: Das Quartett: Das Mörderhaus
- 2021: Klara Sonntag – Kleine Fische, große Fische
- 2021: Herzkino: Wir bleiben Freunde
- 2021: Breisgau – Bullenstall
- 2021: Nord Nord Mord – Sievers und die Stille Nacht
- 2022: Breisgau – Nehmen und Geben
- 2024: Sarah Kohr – Koma

##### Fernsehserien
- 1993: Freunde fürs Leben (Folge Eifersucht)
- 1993: Böses Blut (3 Folgen)
- 2000: Die Kommissarin (Folge Stille Wasser)
- 2005: Der Elefant – Mord verjährt nie (Folge Mörder meines Bruders)
- 2005–2007: Adelheid und ihre Mörder (12 Folgen)
- 2007: Alarm für Cobra 11 – Die Autobahnpolizei (Folge Todfeinde)
- 2007: Pastewka (Folge Der Kochkurs)
- 2007–2010: KDD – Kriminaldauerdienst (17 Folgen)
- 2007–2016: SOKO Köln (verschiedene Rollen, 5 Folgen)
- 2009; 2012: SOKO 5113 (verschiedene Rollen, 2 Folgen)
- 2010: Kommissar Stolberg (Folge Schrei nach Liebe)
- 2010–2016: SOKO Stuttgart (verschiedene Rollen, 3 Folgen)
- 2011, 2013: Notruf Hafenkante (verschiedene Rollen, 2 Folgen)
- 2012: Flemming (Folge Der Sinn des Lebens)
- 2012, 2024: Mord mit Aussicht (verschiedene Rollen, 3 Folgen)
- 2012: Großstadtrevier (Folge Mit dem Rücken zur Wand)
- 2012, 2016: SOKO Leipzig (verschiedene Rollen, 2 Folgen)
- 2013: Danni Lowinski (Folge Zu dumm)
- 2013: Heiter bis tödlich: Zwischen den Zeilen (Folge Der Herr des Rings)
- 2013: Herzensbrecher – Vater von vier Söhnen (Folge Wunder)
- 2014: Küstenwache (Folge Es war einmal)
- 2014: Der Alte (Folge Spiel, Satz, Tod)
- 2015: Der Staatsanwalt (Folge Bunga Bunga)
- 2016: Bettys Diagnose (Folge Herzrasen)
- 2016: Heldt (Folge Bochum innovativ)
- 2020: Drinnen – Im Internet sind alle gleich (2 Folgen)
- 2021: Bettys Diagnose (Folge Besser spät als nie)
- 2022: Bonn – Alte Freunde, neue Feinde (Fernsehserie)
- seit 2023: Like a Loser (Fernsehserie)

## Hörspiele (Auswahl)
- 2013: Karlheinz Koinegg: Robin, der Reimer – Regie: Angeli Backhausen (WDR)
- 2014: Dietmar Dath: Largoschmerzen (Dr. Nina Milikan) – Regie: Leonhard Koppelmann (Hörspiel – BR)
- 2016: Das letzte Geschenk – Kriminalfall im Altersheim, Westdeutscher Rundfunk Köln/WDR
- 2018: Handycap 55, vergnüglicher Kriminalfall – ARD Radio-Tatort des SWF
- 2019: Terézia Mora, Özlem Özgül Dündar, Georg M. Oswald, Frank Witzel: Guter Rat. Ringen um das Grundgesetz – 8-teilige Serie über die Entstehung des Grundgesetzes, WDR/BR/DLF für die Hörspielprogramme der ARD[37]
- 2024: Lars Henriks und Moritz Haase: Dämonenjäger Ewald Heine – Grusel-Hörspiel-Serie mit 10 Folgen, WDR[38]

## Auszeichnungen
- 2004: Bayerischer Filmpreis für die beste weibliche Nebenrolle in Das Wunder von Bern
- 2004: Nominierung für den Deutschen Filmpreis für die beste weibliche Nebenrolle in Das Wunder von Bern
- 2006: Adolf-Grimme-Preis für ihre Rolle in der Folge Kleine Frau der Reihe Polizeiruf 110
- 2024: Deutscher Schauspielpreis 2024: Auszeichnung in der Kategorie Schauspieler in einer dramatischen Hauptrolle für Eher fliegen hier UFOs[39]